# 山部泰嗣
山部 泰嗣（やまべ たいし、1988年8月28日 - ）は、日本の太鼓演奏家、作曲家、舞台演出家。岡山県倉敷市出身。東京都在住。第3回 東京国際和太鼓コンテストの大太鼓部門に出場し、史上最年少16歳にして最優秀賞を受賞。五木ひろし、坂本冬美、きゃりーぱみゅぱみゅ、SPYAIRなど、第一線で活躍する様々なアーティストと共演。近年は演奏や作曲の他、2023年「パンタレイ」、宮本卯之助商店が監修するいやさかプロジェクト「和楽奏伝」「めばえいずる」「彼方より」の演出を手がけ、舞台演奏家としての活動を展開している。

## 人物
岡山県倉敷市出身。
父親が打つ太鼓と母親が弾くピアノを聴いて育ち、3歳から太鼓に触れる。6歳で初舞台に立つ。
2004年に開催された「第3回 東京国際和太鼓コンテスト」の大太鼓部門に出場し、16歳にして最優秀賞を受賞（史上最年少記録）。 
最年少ながら他を圧倒したその実力から「50年に一度の逸材」と称され、一躍脚光を浴びる。
独特のリズムセンスや卓越した技術力、バランス感覚を特徴とし、現在も太鼓演奏家として唯一無二の存在感を放っている。
活動は太鼓界に留まることなく、五木ひろし、坂本冬美、きゃりーぱみゅぱみゅ、SPYAIRなど、第一線で活躍する様々なアーティストとも共演。
2017年には、世界30ヶ国500万人を動員したエンターテイメントショー Fuerzabruta 日本公演「WA!」に出演。（年間約400回のロングラン公演）
2019年3月に1stアルバム「TAISHI」をリリース。現在も舞台で人気が高いDOODLE、叢雲などの名曲が収録されている。
近年は演奏や作曲の他、2023年「パンタレイ」（岡山県）、宮本卯之助商店が監修するいやさかプロジェクト「和楽奏伝」「めばえいずる」「彼方より」（東京都）の演出を手がけ、舞台演奏家としての活動を展開している。

## 略歴
2000年
- NHK「いっきにパラダイス」にて演歌歌手・五木ひろしと共演。
- フランス・パリにて演奏。（ラ・シガール劇場／ヴァンセーヌ ポンピドゥー文化センター）

2002年
- フランス・ノルマンディーで開催された「カーン国際博覧会 日本展」にて演奏。

2003年
- フランス・パリにあるユネスコ本部で開催された「世界の子供の平和を願うフェスティバル開会式」にて演奏。

2004年
- フランス・パリで開催された「フィンセント・ファン・ゴッホ誕生150年祭」にて演奏。
- 「第3回 東京国際和太鼓コンテスト」の大太鼓部門に出場し、16歳にして最優秀賞を受賞。（史上最年少記録）

2007年
- ファッションデザイナー・山本寛斎プロデュース「KANSAI SUPER SHOW 太陽の船」に出演。（東京ドーム）

2008年
- 伊勢神宮・内宮神楽殿にて奉納演奏。

2010年
- トルコ・イスタンブールで開催された「欧州文化首都2010」にて演奏。

2015年
- 野外ロックフェスティバル「MONSTER baSH 2015」に出演。（国営讃岐まんのう公園・香川県）
- 「RIZIN FIGHTINGWORLD GRAND-PRIX 2015」にてオープニング演奏。元プロレスラー・髙田延彦へ太鼓指導。（さいたまスーパーアリーナ）

2016年
- 台湾にて「台湾太鼓新春総合公演」に出演。
- 野外ロックフェスティバル「MONSTER baSH 2016」に出演。（国営讃岐まんのう公園・香川県）※2年連続出演
- 演出家・山田淳也が手がけた舞台「Infinity」に出演。（舞浜アンフィシアター）

2017年
- 洗足学園音楽大学（神奈川県・川崎市）の非常勤講師として教壇に立つ。現代邦楽・和太鼓の授業を受け持つ。
- きゃりーぱみゅぱみゅ「KPP JAPAN IYAHOI TOUR 2017」のオープニング和太鼓演出を指導。
- エンターテイメントショーFuerzabruta「WA!」～Wonder Japan experience～に出演。年間約400回を超えるステージに立つ。（品川ステラボール）

2018年
- テレビ朝日「題名のない音楽会」にて、ヴァイオリニスト・川井郁子の『舞うヴァイオリニストの音楽会』に出演。
- ロックバンド・SPYAIRの1万人野外ライブ「JUST LIKE THIS 2018」に出演。（富士急ハイランド・コニファーフォレスト）
- 「新嘗祭を祝う集い」にて演奏。（明治神宮参集殿）
- シンガポールにて開催された「STAR ISLAND SINGAPORE COUNTDOWN EDITION」に出演。
- いやさかプロジェクト「traditional Japanese musical instruments Yokohama concert」を演出・出演。

2019年
- 1stアルバム「TAISHI」をリリース。リリース記念LIVEを開催。
- いやさかプロジェクト「和楽奏伝 東京公演」を演出・出演。

2020年
- NHK大河ドラマ「麒麟がくる」に出演。
- 「中村壱太郎×尾上右近 ART歌舞伎」に出演。（有料配信サービスでの公演）

2021年
- NHK大河ドラマ「青天を衝け」に出演。
- 「第19回 神恩感謝 日本太鼓祭」を企画・監修（三重県・伊勢市・おかげ横丁）
- 「ART歌舞伎 MUSIC LIVE in Saiku ～短夜・平安の杜～」に出演。
- 映画「藍に響け」の和太鼓指導・監修

2022年
- いやさかプロジェクト 「和楽奏伝 浅草公演」を演出・出演。（東京都・浅草）
- 「KOBE COLLECTION SPECIAL SHOW」に出演。
- 「第20回 神恩感謝 日本太鼓祭」を企画・監修（三重県・伊勢市・おかげ横丁）

2023年
- 「GMO SONIC 2023」に出演。（THE FACTORYとして）
- 「初春歌舞伎公演 市川團十郎襲名記念プログラム SANEMORI」に出演。
- シネマ歌舞伎の刀剣乱舞「月刀剣縁桐」に出演。
- いやさかプロジェクト「めばえいずる 浅草公演」を演出・出演。レーザー照明を使った舞台が話題となる。（東京都・浅草）
- 創作舞台プロデュース「パンタレイ」初演。（岡山県・倉敷市）
- 「TOMIOKA Silk Fantasia 絹の幻想祭」に出演。
- 「第21回 神恩感謝 日本太鼓祭」を企画・監修（三重県・伊勢市・おかげ横丁）

2024年
- 「GMO SONIC 2024」に出演。（THE FACTORYとして）※2年連続
- いやさかプロジェクト「めばえいずる 倉敷公演」を演出・出演。（岡山県・倉敷市）
- いやさかプロジェクト「彼方より」を演出・出演。（東京都・浅草）
- 「第22回 神恩感謝 日本太鼓祭」を企画・監修（三重県・伊勢市・おかげ横丁）
- 甲子園100周年記念式典に、AI、大倉正之助、MIYAVIとともに出演。